# Igor Lewczuk
Igor Lewczuk (Białystok, 30 maggio 1985) è un calciatore polacco, difensore del KS CK Troszyn.

## Carriera

### Nazionale
Il 18 gennaio 2014 ha esordito in nazionale nell'amichevole Polonia-Norvegia (3-0).

## Palmarès

### Club

#### Competizioni nazionali
- Campionato polacco: 2

Legia Varsavia: 2019-2020, 2020-2021